# Token (automobilismo)
Token è stato un team di Formula 1 che ha partecipato a soli 3 Gran Premi nella stagione 1974 con i piloti Ian Ashley e Tom Pryce, più una mancata qualifica con David Purley. La vettura, denominata RJ02, montava il classico motore V8 Cosworth.

## Risultati in F1
| Anno | Vettura | Motore            | Gomme | Piloti |  |  |  |  |     |  |  |  |  |    |    |    |  |  |  |  |  |  |  |  |  |  |  |  | Punti | Pos. |
| ---- | ------- | ----------------- | ----- | ------ |  |  |  |  | --- |  |  |  |  | -- | -- | -- |  |  |  |  |  |  |  |  |  |  |  |  | ----- | ---- |
| 1974 | RJ02    | Ford Cosworth DFV | F     | Pryce  |  |  |  |  | Rit |  |  |  |  |    |    |    |  |  |  |  |  |  |  |  |  |  |  |  | 0     |      |
| 1974 | RJ02    | Ford Cosworth DFV | F     | Purley |  |  |  |  |     |  |  |  |  | NQ |    |    |  |  |  |  |  |  |  |  |  |  |  |  | 0     |      |
| 1974 | RJ02    | Ford Cosworth DFV | F     | Ashley |  |  |  |  |     |  |  |  |  |    | 14 | NC |  |  |  |  |  |  |  |  |  |  |  |  | 0     |      |

| Legenda | 1º posto     | 2º posto | 3º posto    | A punti         | Senza punti/Non class.  | Grassetto – Pole position Corsivo – Giro più veloce |
| Legenda | Squalificato | Ritirato | Non partito | Non qualificato | Solo prove/Terzo pilota | Grassetto – Pole position Corsivo – Giro più veloce |